# Farrell Dobbs
Pour les articles homonymes, voir Dobbs.
Farrell Dobbs, né le 25 juillet 1907 à Queen City et mort le 31 octobre 1983 à Pinole, était un militant communiste (trotskiste) et syndicaliste américain.

## Biographie
Né dans le Missouri, son père y était mineur. Il déménage avec sa famille vers le Minnesota, où Dobbs est diplômé en 1925 de la North High School. En 1926, il quitte le Dakota du Nord pour trouver du travail. À ce moment, le jeune Farrell Dobbs est un républicain conservateur qui soutient Herbert Hoover comme président. Cependant, ses opinions politiques vont changer pendant la Grande Dépression des années 1930. Partageant la condition misérable des travailleurs, il se radicalise politiquement sur sa gauche.
En 1933, tout en travaillant pour la Pittsburgh Coal Company à Minneapolis, Dobbs rejoint les Teamsters (syndicat des conducteurs routiers). Il rencontre les frères Dunne (Miles, Vincent et Grant, tous les trois trotskistes) et le communiste suédois Carl Skoglund, il rejoint alors la Ligue communiste américaine (organisation trotskiste créée à la suite de l'exclusion de ses membres par le Parti Communiste américain). Dobbs est un des initiateurs de la Grève générale de Minneapolis, travaillant même à plein temps dans la structuration du syndicat. Il arrête en 1939 pour s'occuper du nouveau Parti socialiste des travailleurs, (Socialist Workers Party ou SWP).
Comme le dirigeant du SWP James P. Cannon, Dobbs devient un ami personnel du dirigeant révolutionnaire russe Léon Trotsky, à qui il rend visite à Mexico peu avant sa mort en 1940.
S'opposant à la Seconde Guerre mondiale, lui et les autres dirigeants du SWP et des Teamsters de Minneapolis sont accusés de violer le Smith Act, qui les rend hors-la-loi pour « conspiration dans le but de demander le renversement violent du gouvernement des États-Unis ». Il sera envoyé un an dans la prison de Sandstone à la fin de la guerre (1944-1945).
À sa libération, il devient le rédacteur du journal du SWP, The Militant. De 1948 à 1960 il est le candidat du SWP à la présidence des États-Unis, et succède en 1953 à James P. Cannon au poste de secrétaire national du parti.
En 1960, Farrell Dobbs et Joseph Hansen, anciens secrétaires de Trotsky à Mexico, se rendent à Cuba pour analyser le mouvement révolutionnaire qui y a lieu. Les deux trotskistes américains en viennent à la conclusion qu'il faut entièrement soutenir la révolution cubaine et ses dirigeants Fidel Castro et Che Guevara.
Farrell Dobbs prend sa retraite en 1972 mais reste membre du parti jusqu'à sa mort.

## Travaux
Dobbs est l'auteur d'une histoire en quatre tomes sur les luttes de Minneapolis, Teamster Rebellion, Teamster Power, Teamster Politics et Teamster Bureaucracy. Il a aussi écrit au seuil de sa mort l'histoire en deux volumes des mouvements marxistes aux États-Unis : Revolutionary Continuity: The Early Years, 1848-1917 et Birth of the Communist Movement, 1918-1922.